# Daan Killemaes
Daan Killemaes (Aalst, 19 december 1973) is een Belgisch redacteur en journalist.

## Levensloop
Killemaes studeerde economie aan de Katholieke Universiteit Leuven, alwaar hij in 1996 afstudeerde.
Hierop aansluitend ging hij aan de slag als redacteur bij het tijdschrift Trends, waar hij vervolgens hoofdeconoom en adjunct-hoofdredacteur werd. In november 2013 volgde hij Johan Van Overtveldt op als hoofdredacteur van het economisch weekblad. Een functie die hij uitoefende tot augustus 2020.